# Casey Luna
Casey E. Luna (* 26. Mai 1931) ist ein US-amerikanischer Politiker. Zwischen 1991 und 1995 war er Vizegouverneur des Bundesstaates New Mexico.

## Werdegang
Über die Jugend und Schulausbildung von Casey Luna ist nichts überliefert. Beruflich war er über 50 Jahre bis zum Juli 2000 als Eigentümer eines Autohauses tätig. Politisch wurde er Mitglied der Demokratischen Partei. Im Laufe der Zeit bekleidete er bei verschiedenen Kommunen im Staat New Mexico lokale politische Ämter. Er war Mitglied der New Mexico State Fire Fighters Association und der Organisation Better Business Bureau of New Mexico. Er gehörte auch einigen Schulausschüssen und Handelskammern an. Ferner saß er im Bezirksrat des Torrance County und war später Mitglied der Spaceport Commission sowie der Spaceport Authority. 1986 kandidierte er noch erfolglos für das Amt des Vizegouverneurs von New Mexico.
1990 wurde Luna dann aber an der Seite von Bruce King zum Vizegouverneur seines Staates gewählt. Dieses Amt bekleidete er zwischen dem 1. Januar 1991 und dem 1. Januar 1995.  Dabei war er Stellvertreter des Gouverneurs und Vorsitzender des Staatssenats. 1994 zog er seine Kandidatur bei den Gouverneursvorwahlen zurück, als sich eine Niederlage abzeichnete. Im Jahr 2000 verkaufte er sein Autohaus. Heute lebt er in Belen.